# Brigitte Wujak
Brigitte Wujak (dekliški priimek Künzel), nemška atletinja, * 6. marec 1955, Karl-Marx-Stadt, Vzhodna Nemčija.
Nastopila je na poletnih olimpijskih igrah v leta 1980, kjer je osvojila srebrno medaljo v skoku v daljino. 